# Oficyna wydawnicza
Oficyna – tradycyjna nazwa przedsiębiorstwa zajmującego się działalnością wydawniczą lub pokrewną:
- oficyna drukarska – drukarnia
- oficyna dziełowa (nakładowa) – wydawnictwo lub drukarnia zajmujące się książkami (a nie czasopismami lub akcydensami)
- oficyna księgarska – księgarnia
- oficyna wydawnicza – wydawnictwo (często z własną drukarnią)
- oficyna wydawniczo-drukarska – wydawnictwo posiadające własną drukarnię

Podobne nazwy przyjmują obecnie wydawnictwa zajmujące się działalnością w konkretnych branżach, np. oficyna medyczna..., oficyna ekonomiczna..., oficyna naukowo-techniczna... po czym następuje nazwa własna wydawnictwa.